# Cheiloneurus metallicus
Cheiloneurus metallicus är en stekelart som först beskrevs av Jean Risbec 1952.  Cheiloneurus metallicus ingår i släktet Cheiloneurus och familjen sköldlussteklar. Inga underarter finns listade i Catalogue of Life.